# سوت‌کش بزرگ
سوت‌کش بزرگ (نام علمی: Schiffornis major) نام یک گونه از تیره مرغ‌های کدر است.